# Musikanterna
Musikanterna är en tidig oljemålning av den italienske barockkonstnären Caravaggio. Den målades omkring 1597 och ingår sedan 1952 i samlingarna på Metropolitan Museum of Art i New York. 
Lombarden Caravaggio kom till Rom i början av 1590-talet där han upplevde några framgångsrika år innan han 1606 tvingades fly staden efter att begått ett dråp. Omkring 1597 flyttade Caravaggio in hos kardinal Francesco Maria del Monte som blev hans första viktiga mecenat. Det är också den musikintresserade kardinalen som beställde målningen och som bidragit med rekvisita i form av musikinstrument. 
Personen längst till vänster som äter vindruvor är Amor, den bevingade kärleksguden i romersk mytologi. I blickpunkten finns en yngling med luta. Det har föreslagits att det är Caravaggios konstnärsvän Mario Minniti som stått modell för lutspelaren, såväl i denna målning såsom i den ungefär samtidigt utförda Lutspelaren. Den tredje personen anses vara ett självporträtt. Caravaggio avbildade ofta sig själv i sina verk, till exempel i Sjuk Bacchus. Den fjärde personen med ryggen mot betraktaren har lagt ifrån sig sin fiol och läser ett nothäfte. Den avbildade kvartetten bär romerska kläder och det är inte en samtida konsert som avbildas; verket ska därför ses som en allegori över musik och kärlek (det senare symboliserad av Amor). 
Bland tidigare ägare märks kardinal Richelieu och Marie-Madeleine de Vignerot.